# Riedersbach
Riedersbach ist ein Ort in der Gemeinde St. Pantaleon im Bezirk Braunau am Inn im Innviertel in Oberösterreich. Riedersbach liegt auf 392 m Seehöhe und zählt 889 Einwohner (Stand 1. Jänner 2024). Die Moosach, ein kleiner Grenzfluss zwischen Oberösterreich und Salzburg, mündet hier in die Salzach. Wirtschaftlich dominierend waren einst zwei Kohlekraftwerke.

## Geschichte
Im 13. Jahrhundert wird der Ort als Rutherspach erstmals schriftlich erwähnt. In den 1950er Jahren baute man in Riedersbach eine Siedlung für Arbeiter des nahegelegenen Braunkohle-Bergwerks der SAKOG in Trimmelkam. Von 1967 bis 1969 wurde ein Kohledampfkraftwerk, das Kraftwerk Riedersbach I, mit einer Leistung von 50/55 MW errichtet, in dem als Brennstoff die Kohle aus diesem Bergbau verfeuert wurde. Von 1982 bis 1986 errichtete man ein zweites Kohledampfkraftwerk (Riedersbach II) mit einer Leistung von 168/176 MW. Die Kraftwerke wurden 1994/1995 auf Steinkohlefeuerung umgebaut, da nach dem 1990 gefassten Beschluss der SAKOG der Bergbau in Trimmelkam 1993 endgültig geschlossen wurde. Die beiden Kraftwerke waren vorwiegend von Herbst bis Frühjahr in Betrieb.

## Kultur und Bauten
Ab 1951 bemühte man sich um die kirchliche Seelsorge der entstehenden Siedlung; die heutige katholische Pfarrkirche Riedersbach wurde am 2. Oktober 1955 eingeweiht.
Auf dem Gelände des Kraftwerks I fand in den 2000er Jahren ein Symposion für Metallbildhauer statt. Als Resultate waren in dem dort frei zugänglichen Stahlpark Riedersbach rund 200 Stahlskulpturen zu sehen. Ein Teil derer wurde jedoch im Jahr 2016 aufgrund eines neuen Gebäudes verlegt und ist nun auf einem ehemaligen Kohlelagerplatz zu besichtigen.

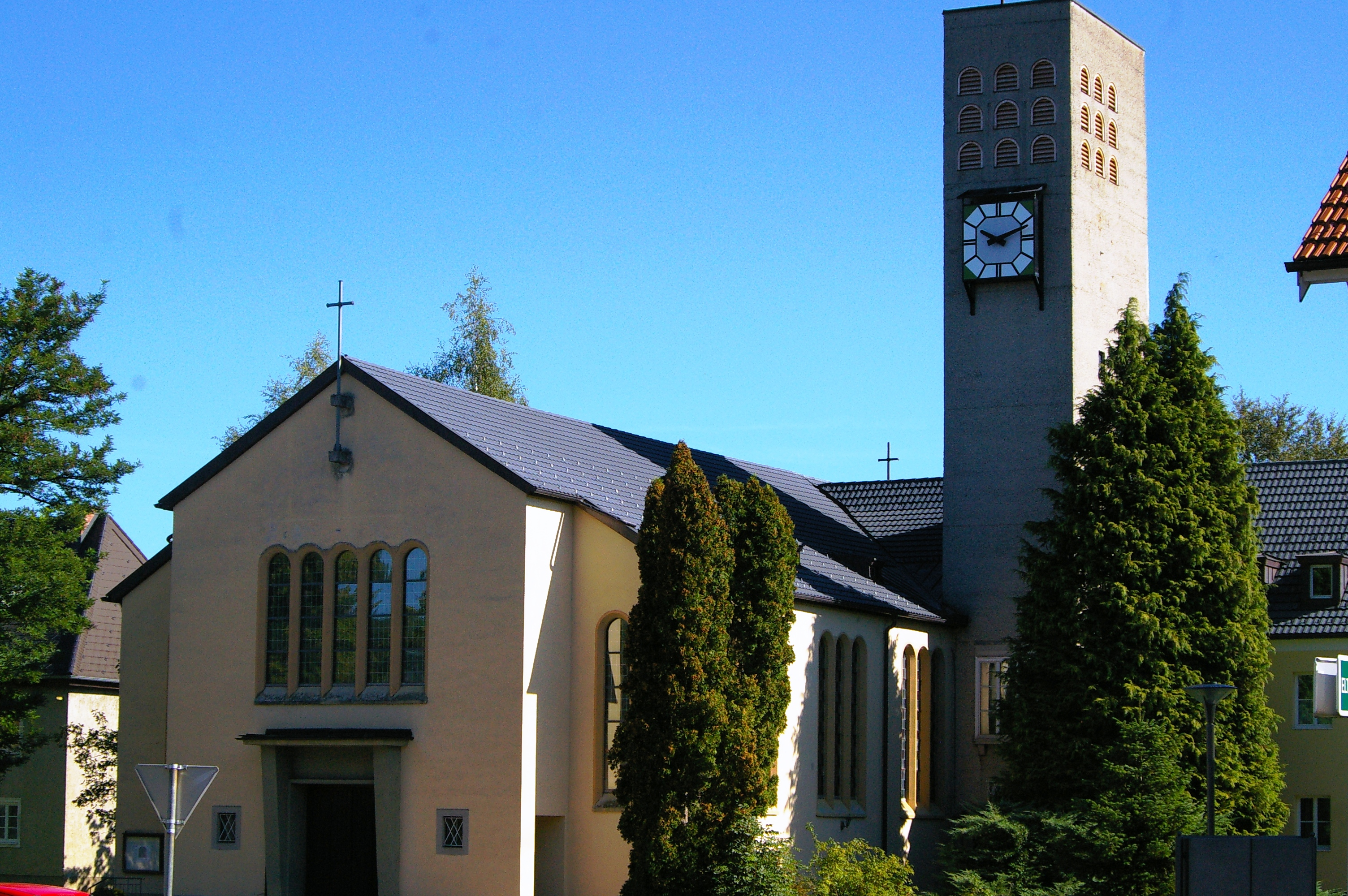
Pfarrkirche Riedersbach
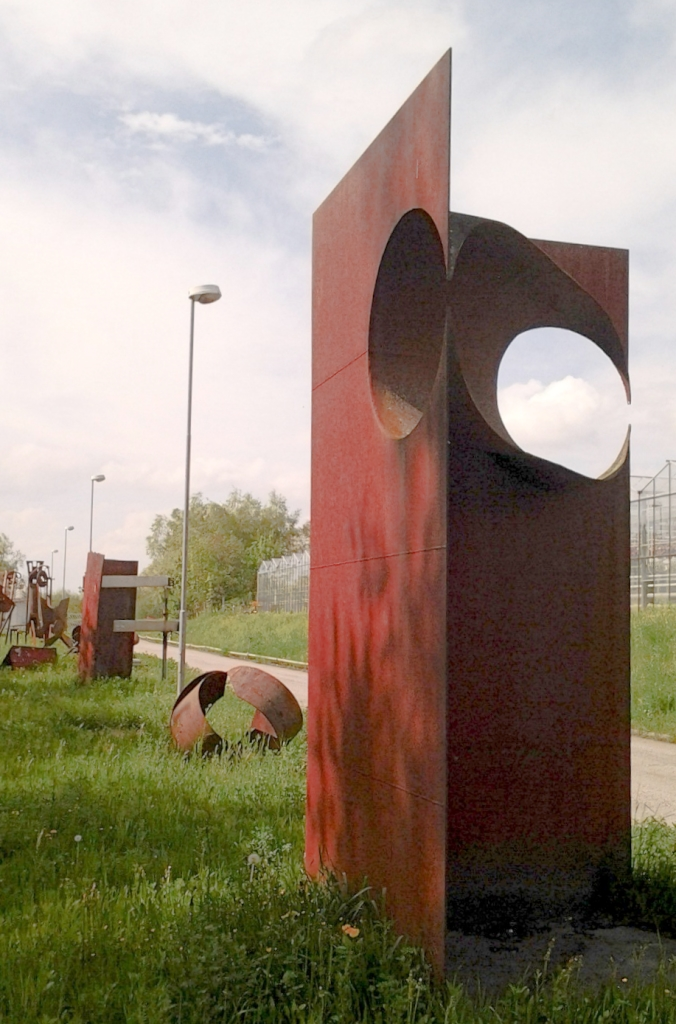
Im Stahlpark Riedersbach